# Hymenoscyphus quintiniae
Hymenoscyphus quintiniae är en svampart som först beskrevs av Dennis, och fick sitt nu gällande namn av Dennis 1964. Hymenoscyphus quintiniae ingår i släktet Hymenoscyphus och familjen Helotiaceae.   Inga underarter finns listade i Catalogue of Life.